# Acerodon mackloti
Сундска летећа лисица или ацеродон Маклота (Acerodon mackloti) је врста слепог миша из породице велики љиљци (Pteropodidae). 

## Распрострањење
Ареал врсте је ограничен на индонежанско острвље (архипелаг) мала Сундска острва, која су једино познато природно станиште врсте.

## Станиште
Станиште врсте су шуме. 

## Угроженост
Ова врста се сматра рањивом у погледу угрожености врсте од изумирања.